# Рибейру, Эдсон
Эдсон Лусиану Рибейру (порт.-браз. Édson Luciano Ribeiro; род. 8 декабря 1972, Бандейрантис, Парана) — бразильский легкоатлет, специалист по бегу на короткие дистанции. Выступал за сборную Бразилии по лёгкой атлетике в 1995—2004 годах, обладатель серебряной и бронзовой медалей Олимпийских игр, серебряный и бронзовый призёр чемпионатов мира, двукратный победитель Панамериканских игр, чемпион Южной Америки, чемпион Бразилии.

## Биография
Эдсон Рибейру родился 8 декабря 1972 года в муниципалитете Бандейрантис, штат Парана.
Впервые заявил о себе на международном уровне в сезоне 1995 года, когда вошёл в состав бразильской сборной и выступил на чемпионате мира в Гётеборге, где дошёл до стадии четвертьфиналов в беге на 100 метров и занял шестое место в эстафете 4 × 100 метров.
Благодаря череде успешных выступлений в 1996 году удостоился права защищать честь страны на летних Олимпийских играх в Атланте — в дисциплине 100 метров не смог преодолеть предварительный квалификационный этап, в дисциплине 200 метров остановился в четвертьфинале, в то время как в эстафете 4 × 100 метров вместе с соотечественниками Арналду да Силвой, Робсоном да Силвой и Андре да Силвой завоевал бронзовую медаль, пропустив вперёд канадцев и американцев.
В 1997 году на чемпионате мира в Афинах показал шестой результат в эстафете 4 × 100 метров.
В 1998 году на иберо-американском чемпионате в Лиссабоне выиграл серебряную и бронзовую медали на дистанциях 100 и 200 метров, установив при этом свои личные рекорды — 10,14 и 20,58 соответственно. Бежал эстафету 4 × 100 метров на Кубке мира в Йоханнесбурге, став четвёртым.
Будучи студентом, в 1999 году представлял Бразилию на Всемирной Универсиаде в Пальме, где в 100-метровой дисциплине дошёл до полуфинала. На чемпионате Южной Америки в Боготе одержал победу в беге на 200 метров и в эстафете 4 × 100 метров. На Панамериканских играх в Виннипеге финишировал шестым в дисциплине 200 метров и выиграл эстафету 4 × 100 метров. На чемпионате мира в Севилье стартовал в индивидуальном беге на 100 метров, взял бронзу в эстафете 4 × 100 метров.
В 2000 году в эстафете 4 × 100 метров победил на домашнем иберо-американском чемпионате в Рио-де-Жанейро. Принимал участие в Олимпийских играх в Сиднее — на сей раз в программе эстафеты 4 × 100 метров совместно с Висенти ди Лимой, Андре да Силвой и Клаудинеем да Силвой стал серебряным призёром, уступив в финале только команде США.
В 2001 году стартовал в эстафете 4 × 100 метров на чемпионате мира в Эдмонтоне.
В 2002 году в беге на 100 метров выиграл бронзовую медаль на иберо-американском чемпионате в Гватемале.
В 2003 году выиграл чемпионат Бразилии в Сан-Паулу в беге на 100 метров. На чемпионате Южной Америки в Баркисимето был лучшим в дисциплине 100 метров и в эстафете 4 × 100 метров. На Панамериканский играх в Санто-Доминго финишировал четвёртым на 100-метровой дистанции, завоевал золото в эстафете. На чемпионате мира в Париже дошёл до четвертьфинала в зачёте 100 метров, тогда как в эстафете 4 × 100 метров стал серебряным призёром.
Бежал эстафету 4 × 100 метров на Олимпийских играх 2004 года в Афинах, занял со своей командой итоговое восьмое место.
Завершил спортивную карьеру по окончании сезона 2005 года.